# Bradysia rubra
Bradysia rubra är en tvåvingeart som först beskrevs av Harrison 1955.  Bradysia rubra ingår i släktet Bradysia och familjen sorgmyggor. Inga underarter finns listade i Catalogue of Life.